# Liu Jianpeng
Pour les articles homonymes, voir Liu.
Dans ce nom chinois, le nom de famille, Liu, précède le nom personnel.
Liu Jianpeng (chinois simplifié : 柳建鹏), né le 12 mars 1993, est un coureur cycliste chinois.

## Biographie
En mai 2016, Liu Jianpeng s'impose sur la quatrième étape du Tour de Florès. Il s'agit de son premier succès obtenu sur une compétition inscrite au calendrier de l'UCI. 

## Palmarès et résultats

### Palmarès par année
- 2016
  - 4e étape du Tour de Florès

### Classements mondiaux
| Année         | 2016 | 2017 | 2018 |
| ------------- | ---- | ---- | ---- |
| UCI Asia Tour | 380e | 278e | 259e |